# Times New Roman
|  | Aquest article tracta sobre una família tipogràfica. Si cerqueu el diari britànic, vegeu «The Times». |

Times New Roman amb 88.5 punts comparat amb Geòrgia amb 84 punts.

 Times New Roman  és una tipografia del tipus serifa encarregada pel diari The Times (Londres) el 1931 i dissenyada per Stanley Morison al costat de Starling Burgess i Victor Lardent. Va ser publicada per primera vegada per Monotype Corporation el 1932. Encara que no és utilitzada actualment per The Times, es troba molt estesa per a la impressió de llibres.
En sistemes digitals de fonts, Times New Roman sol ser la primera font codificada i s'utilitza per a examinar la qualitat del sistema de fonts. Per això, els dissenyadors de programari i organitzacions comercials tenen especial cura amb ella.
Times New Roman ha influït en el desenvolupament de diverses tipografies amb serifa abans i després del començament de l'era digital. Un exemple notable és la font Georgia.
Una versió de Times New Roman va ser produïda per Monotype per Microsoft, i distribuïda amb totes les còpies de Microsoft Windows des de la versió 3.1. Igual que amb Times a l'Apple Macintosh, és usada com la tipografia per defecte en moltes aplicacions informàtiques, especialment en navegadors web i Processadors de textos. En tot cas, Microsoft ha reemplaçat Times New Roman per Calibri, una font de pal sec com la font per defecte en les versions beta de Microsoft Office 2007 publicades a principis de 2006.
En 2004, el Departament d'Estat dels Estats Units va anunciar que a partir de l'1 de febrer de 2004 tots els documents de la diplomàcia dels Estats Units usarien Times New Roman de 14 punts en comptes de l'anterior tipografia Courier New de 12 punts.

## Times Roman
Times Roman  és una tipografia amb serifa. És la versió de Linotype de la tipografia Times New Roman corresponent a Monotype.
Les diferències entre Times Roman i Times New Roman PS són majoritàriament temes de la propietat de la marca registrada. 
Els sistemes Microsoft Windows tenen la tipografia de Monotype  Times New Roman  PS mentre que els sistemes d'Apple Macintosh tenen la tipografia de Linotype  Times Roman  (anomenada simplement  'Times' ). Els sistemes que utilitzen programari Open Source solen tenir la versió de URW  Nimbus Roman No9 L , que és la versió PostScript de Times Roman de URW, publicada sota la GNU General Public License.